# Sadok Seli Soltan
Sadok Seli Soltan, vermutlich türkisch Mehmet Sadık Selim Sultan (auch: Johann(es) Soldan, * um 1270; † 1328) war möglicherweise der erste urkundlich bekannte türkische Deutsche. Er wurde 1305 in der Johanniskirche in Brackenheim christlich getauft und 1328 dort begraben. Es gibt Vermutungen,  dass er zu Johann Wolfgang von Goethes Vorfahren gezählt haben könnte.

## Leben
Sadok Seli Soltan war türkischer Offizier und geriet während eines Kreuzzuges in Gefangenschaft des „Grafen von Lechmotir“. Bei besagtem Grafen handelte es sich gemäß der von Bernt Engelmann zitierten Quellen um einen Reinhard von Württemberg, der sich nach einer während des Kreuzzugs eroberten syrischen Stadt den Beinamen Lechmotir gegeben haben soll. In biografischen Lexika zum Haus Württemberg ist ein Reinhard jedoch unbekannt, so dass man den fraglichen Grafen andernorts als Angehörigen der Herren von Magenheim anspricht, die um 1300 noch die Ortsherrschaft in Brackenheim hatten, während die Württemberger dort erst zeitweilig ab 1321 und dauerhaft ab 1356 aufzogen.
Aufgrund seiner Tapferkeit wurde Soltan durch den Grafen zum Oberst ernannt. 1304 heiratete Soltan Rebecka Dohlerin. 1305 wurde er in der Johanniskirche in Brackenheim christlich getauft, wobei er den Namen Johann Soldan annahm. Der Verbindung mit der Dohlerin entstammten die drei Söhne Eberhardus, Christianus und Melchior, die 1344 in der ansonsten damals hauptsächlich den Herren von Magenheim als Grablege dienenden Johanniskirche eine Grabkapelle errichten ließen und als Stifter in Erscheinung getreten sind. In der Soldan-Kapelle befand sich ein Marmor-Epitaph für Johann Soldan. Außer ihm wurden in der Kapelle auch seine drei Söhne bestattet. Auch ein Conrad Soldan († 1513) soll in Brackenheim begraben worden sein.
Die Inschrift des Soldan-Epitaphs lautete: „Johannes Soldan moritur anno Christi MCCCXXVIII. / Soldan hic primus moritur Christianus, / Qui Turcico nomine & patria natus, / Sanguine sed Christi hic publice lotus, / Fide, vita, morte sic pie sepultus.“

## Grabstätte
Während die Grabkapelle in der Brackenheimer Johanniskirche heute nicht mehr vorhanden ist, hat sich im Bogenfeld der Sakristeitür eine jüngere Glasmalerei mit dem Wappen der Soldan erhalten. Das Wappen der Soldan zeigt „im Schild die volle offene Sonne, den gesichelten Mond und drey Sterne: auf dem Helm, eines geharnischten Türken Brustbild, mit einem Turban oder türkischen Bunde, in der Rechten einen Türkischen Säbel, in der Linken aber einen Pfeil haltend“. Auch der Rechtsanwalt Hans Soldan (1870–1940) hat dieses Wappen zum Familienwappen genommen.
Über die Lokalisierung der Soldan-Grabkapelle in der Johanniskirche gibt es verschiedene Ansichten. Grabungen durch Sommer im Jahr 1903 führten zu dem Schluss, dass die Grabkapelle in der Sakristei der Kirche aufgegangen sei. Adolf Schahl (1981) widerspricht dieser Lokalisierung und macht die Soldan-Kapelle vielmehr im nördlichen Seitenschiff der Kirche aus.

## Rezeption
Friedrich Wilhelm Strieder hat über Soldan in Band 15 seiner Grundlage zu einer hessischen Gelehrten und Schriftsteller Geschichte seit der Reformation bis auf gegenwärtige Zeiten (Kassel 1806) berichtet. Als Quelle nennt er den Prediger Johann Christoph Soldan aus Reichelsheim, der sich wiederum auf „ein uraltes Fragment von einem Soldanischen Stammbaume“ bezieht.
Bereits Engelmann (1984) zählte Johann Soldan zur Ahnenreihe Johann Wolfgang von Goethes, von dem man seit dem 19. Jahrhundert annimmt, dass er mütterlicherseits einen orientalischen Vorfahren hat (der allerdings in Goethes leicht zugänglicher Ahnenliste nicht genannt wird). Wohl gibt es keinen sicheren Nachweis für die Abstammung Goethes von Soldan, doch Hinweise aus einer Familienchronik des 16. Jahrhunderts deuten für diesen orientalischen Vorfahren auf die Gegend um Brackenheim. Sicher ist nur, dass Goethe mütterlicherseits von dem Baumeister Johann Solden (Soldan) abstammt, der um 1500 in Frankenberg/Eder lebte und in Gothes Ahnenliste unter Nr. 1946 verzeichnet ist. Dass die Frankenberger Familie Soldan von Sadok Seli Soltan abstammt, dürfte indes auf eine familieninterne Erzählung zurückgehen, die vielleicht der oben erwähnte Prediger Johann Christoph Soldan aus Reichelsheim weitergeben hat. Die These von Goethes Abstammung von Sadok Seli Soltan wurde zuletzt von Werner Ulrich Deetjen anlässlich des 700-jährigen Jubiläums der Soldan-Taufe 2005 vertreten. Die mögliche Verwandtschaft mit Soldan bestätigt jedoch nicht das anderweitig vor allem in arabischen Ländern kursierende Gerücht, Goethe sei Muslim gewesen.